# Poligon bicentric

Triunghi echilateral

Romboid

Trapez isoscel

Pentagon regulat

În geometrie un poligon bicentric este un poligon care are atât un cerc  circumscris, care trece prin fiecare vârf al său, cât și un cerc înscris, la care sunt tangente toate laturile sale. Toate triunghiurile și toate poligoanele regulate sunt bicentrice. Pe de altă parte, un dreptunghi (cu laturi inegale) nu este bicentric, deoarece niciun cerc nu poate fi tangent la toate cele patru laturi.

## Triunghiuri
Orice triunghi este bicentric. Într-un triunghi razele r și R ale cercului înscris, respectiv circumscris sunt legate între ele prin relația
{\displaystyle {\frac {1}{R-x}}+{\frac {1}{R+x}}={\frac {1}{r}}}
unde x este distanța dintre centrele acestor cercuri. Aceasta este una din expresiile matematice ale teoremei lui Euler.

## Patrulatere bicentrice
Nu toate patrulaterele sunt bicentrice (având atât un cerc înscris, cât și un cerc circumscris). Fiind date două cercuri (unul în interiorul celuilalt) cu razele R și r unde {\displaystyle R>r}, există un patrulater convex înscris într-unul dintre ele și circumscris de celălalt dacă și numai dacă razele lor satisfac relația
{\displaystyle {\frac {1}{(R-x)^{2}}}+{\frac {1}{(R+x)^{2}}}={\frac {1}{r^{2}}}}
unde x este distanța dintre centrele cercurilor. Această condiție (și condițiile analoge pentru poligoane de ordin superior) este cunoscută drept teorema Fuss.

## Poligoane cu mai mult de patru laturi
Se cunoaște o formulă generală complicată pentru orice număr n de laturi pentru relația dintre raza cercului circumscris R, cea a cercului înscris r și distanța x dintre aceste centre. Câteva pentru unele n sunt:
{\displaystyle n=5:\quad r(R-x)=(R+x){\sqrt {(R-r+x)(R-r-x)}}+(R+x){\sqrt {2R(R-r-x)}},}
{\displaystyle n=6:\quad 3(R^{2}-x^{2})^{4}=4r^{2}(R^{2}+x^{2})(R^{2}-x^{2})^{2}+16r^{4}x^{2}R^{2},}
{\displaystyle n=8:\quad 16p^{4}q^{4}(p^{2}-1)(q^{2}-1)=(p^{2}+q^{2}-p^{2}q^{2})^{4},}
unde {\displaystyle p={\tfrac {R+x}{r}}} și {\displaystyle q={\tfrac {R-x}{r}}.}

## Poligoane regulate
Toate poligoanele regulate sunt bicentrice. Într-un poligon regulat cercul înscris și cel circumscris sunt concentrice — adică au un centru comun, care este și centrul poligonului regulat, astfel încât distanța dintre aceste centre este întotdeauna zero. Raza cercului înscris este apotema poligonului (cea mai scurtă distanță de la centru până la marginea poligonului regulat).
Pentru orice poligon regulat, relațiile dintre lungimea laturii a, raza r a cercului înscris și raza R a cercului circumscris este
{\displaystyle R={\frac {a}{2\sin {\frac {\pi }{n}}}}={\frac {r}{\cos {\frac {\pi }{n}}}}.}
Pentru unele poligoane regulate care pot fi construite cu rigla și compasul există următoarele formule algebrice pentru aceste relații:
| n  | R și a                                                               | r și a                                                                                | r și R                                                                                             |
| -- | -------------------------------------------------------------------- | ------------------------------------------------------------------------------------- | -------------------------------------------------------------------------------------------------- |
| 3  | {\displaystyle R{\sqrt {3}}=a}                                       | {\displaystyle 2r={\frac {a}{3}}{\sqrt {3}}}                                          | {\displaystyle 2r=R}                                                                               |
| 4  | {\displaystyle R{\sqrt {2}}=a}                                       | {\displaystyle r={\frac {a}{2}}}                                                      | {\displaystyle 2r=R{\sqrt {2}}}                                                                    |
| 5  | {\displaystyle R{\sqrt {\frac {5-{\sqrt {5}}}{2}}}=a}                | {\displaystyle r\left({\sqrt {5}}-1\right)={\frac {a}{10}}{\sqrt {50+10{\sqrt {5}}}}} | {\displaystyle r({\sqrt {5}}-1)=R}                                                                 |
| 6  | {\displaystyle R=a}                                                  | {\displaystyle {\frac {2r}{3}}{\sqrt {3}}=a}                                          | {\displaystyle {\frac {2r}{3}}{\sqrt {3}}=R}                                                       |
| 8  | {\displaystyle R{\sqrt {2+{\sqrt {2}}}}=a\left({\sqrt {2}}+1\right)} | {\displaystyle r{\sqrt {4-2{\sqrt {2}}}}={\frac {a}{2}}{\sqrt {4+2{\sqrt {2}}}}}      | {\displaystyle 2r\left({\sqrt {2}}-1\right)=R{\sqrt {2-{\sqrt {2}}}}}                              |
| 10 | {\displaystyle ({\sqrt {5}}-1)R=2a}                                  | {\displaystyle 2r{\sqrt {25-10{\sqrt {5}}}}=5a}                                       | {\displaystyle {\frac {2r}{5}}{\sqrt {25-10{\sqrt {5}}}}={\frac {R}{2}}\left({\sqrt {5}}-1\right)} |

Numeric, există următoarele aproximări zecimale:
| n  | R/a   | r/a   | R/r   |
| -- | ----- | ----- | ----- |
| 3  | 0,577 | 0,289 | 2,000 |
| 4  | 0,707 | 0,500 | 1,414 |
| 5  | 0,851 | 0,688 | 1,236 |
| 6  | 1,000 | 0,866 | 1,155 |
| 8  | 1,307 | 1,207 | 1,082 |
| 10 | 1,618 | 1,539 | 1,051 |

## Corolarul lui Poncelet
Dacă două cercuri sunt cercurile înscrise și circumscrise ale unui anumit n-gon bicentric, atunci aceleași două cercuri sunt cercurile înscrise și circumscrise ale unui număr infinit de n-goane bicentrice. Mai exact, fiecare tangentă din interiorul celor două cercuri poate fi extinsă la un n-gon bicentric prin plasarea vârfurilor poligonului în punctele în care tangenta la cercul interior intersectează cercul exterior, continuând astfel de la fiecare vârf, de-a lungul unei alte tangente și continuând în același mod până când lanțul poligonal rezultat se închide într-un n-gon. Faptul că întotdeauna acest lucru se va îndeplini este afirmat de teorema de închidere a lui Poncelet, care este valabilă pentru orice conică înscrisă și circumscrisă.
În plus, având în vedere un cerc înscris și unul circumscris, orice diagonală a unui poligon bicentric oarecare având cercurile circumscris, respectiv înscris respective este tangentă la un cerc fix.